# Municipio de Stanton (condado de Antelope)
El municipio de Stanton (en inglés: Stanton Township) es un municipio ubicado en el condado de Antelope en el estado estadounidense de Nebraska. En el año 2010 tenía una población de 68 habitantes y una densidad poblacional de 0,74 personas por km².

## Geografía
El municipio de Stanton se encuentra ubicado en las coordenadas 42°2′44″N 98°14′17″O / 42.04556, -98.23806. Según la Oficina del Censo de los Estados Unidos, el municipio tiene una superficie total de 91.83 km², de la cual 91,83 km² corresponden a tierra firme y (0 %) 0 km² es agua.

## Demografía
Según el censo de 2010, había 68 personas residiendo en el municipio de Stanton. La densidad de población era de 0,74 hab./km². De los 68 habitantes, el municipio de Stanton estaba compuesto por el 92,65 % blancos, el 7,35 % eran de otras razas. Del total de la población el 8,82 % eran hispanos o latinos de cualquier raza.